# Gustav von Portheim
Gustav von Portheim (eigentlich Gustav Porges Edler von Portheim; * 7. August 1823; † 8. März 1916 in Prag) war eine Person des böhmischen und österreichischen Genossenschaftswesens.

## Leben

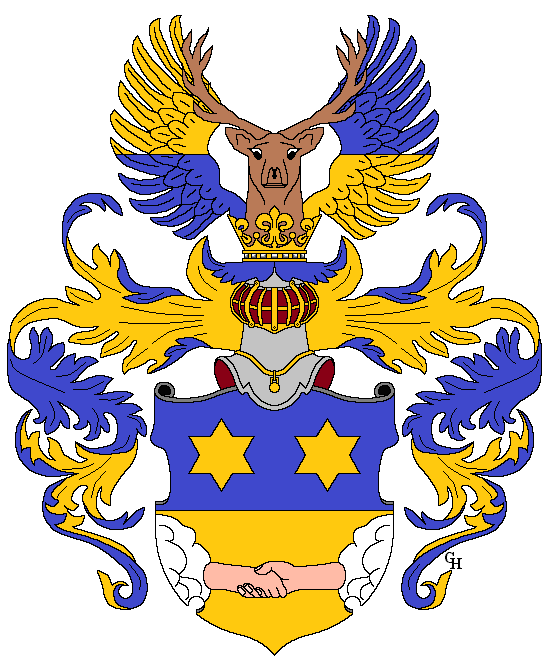
Das 1841 verliehene Wappen des Moses Porges Edlen von Portheim (1781–1870) und seiner Nachkommen.

Gustav Porges Edler von Portheim war ein Sohn des Großindustriellen Moses Porges (1781–1870), der 1841 als "Edler von Portheim" den erblichen österreichischen Adelsstand erlangt hatte. Er stammte aus einer  jüdischen Unternehmerfamilie, die in Wien und Prag ansässig war. Gabriel Porges (1738–1824), der Großvater Gustavs, war Rabbiner in Prag gewesen. Juda Porges (1785–1869), der Onkel Gustavs, war ebenfalls 1841 als "Edle von Portheim" in den Adelsstand erhoben worden. Der Großindustrielle Eduard Porges von Portheim (1826–1907), ein Cousin Gustavs, wurde 1879 zudem in den erblichen österreichischen Ritterstand erhoben.

## Funktionen im Genossenschaftswesen
Gustav Porges Edler von Portheim gehörte zu den Gründern des Spar- und Kreditvereins in Smíchov und war dort von 1869 bis 1894 Präsident des Aufsichtsrates. Ab 1872 stand er in Verbindung mit dem Allgemeinen Verband der auf Selbsthilfe beruhenden Erwerbs- und Wirtschaftsgenossenschaften in Österreich (seit 1930 Österreichischer Genossenschaftsverband), galt als Förderer der Verbandsinteressen und regelmäßiger Besucher der Vereinstage. Er wurde 1879 zum Vorsitzenden des Gesamtausschusses gewählt und er übte diese Funktion bis 1891 aus. 1880 leitete er den 8. Vereinstag und brachte persönliche Opfer zur Aufrechterhaltung des Verbandes. Er zählte zu den wesentlichsten Stützen des Verbandsanwalts Hermann Ziller.